# Chiara Leone
Chiara Leone, född 15 juni 1998, är en schweizisk sportskytt.

## Karriär
Vid EM 2024 i Osijek tog Leone guld i 50 meter gevär 3 ställningar samt guld i lagtävlingen i samma gren tillsammans med Emely Jäggi och Nina Christen. Hon tog även brons i lagtävlingen i 50 meter liggande gevär tillsammans med Anja Senti och Sarina Hitz.
Vid olympiska sommarspelen 2024 i Paris tog Leone guld i 50 meter gevär 3 ställningar.